# Empora

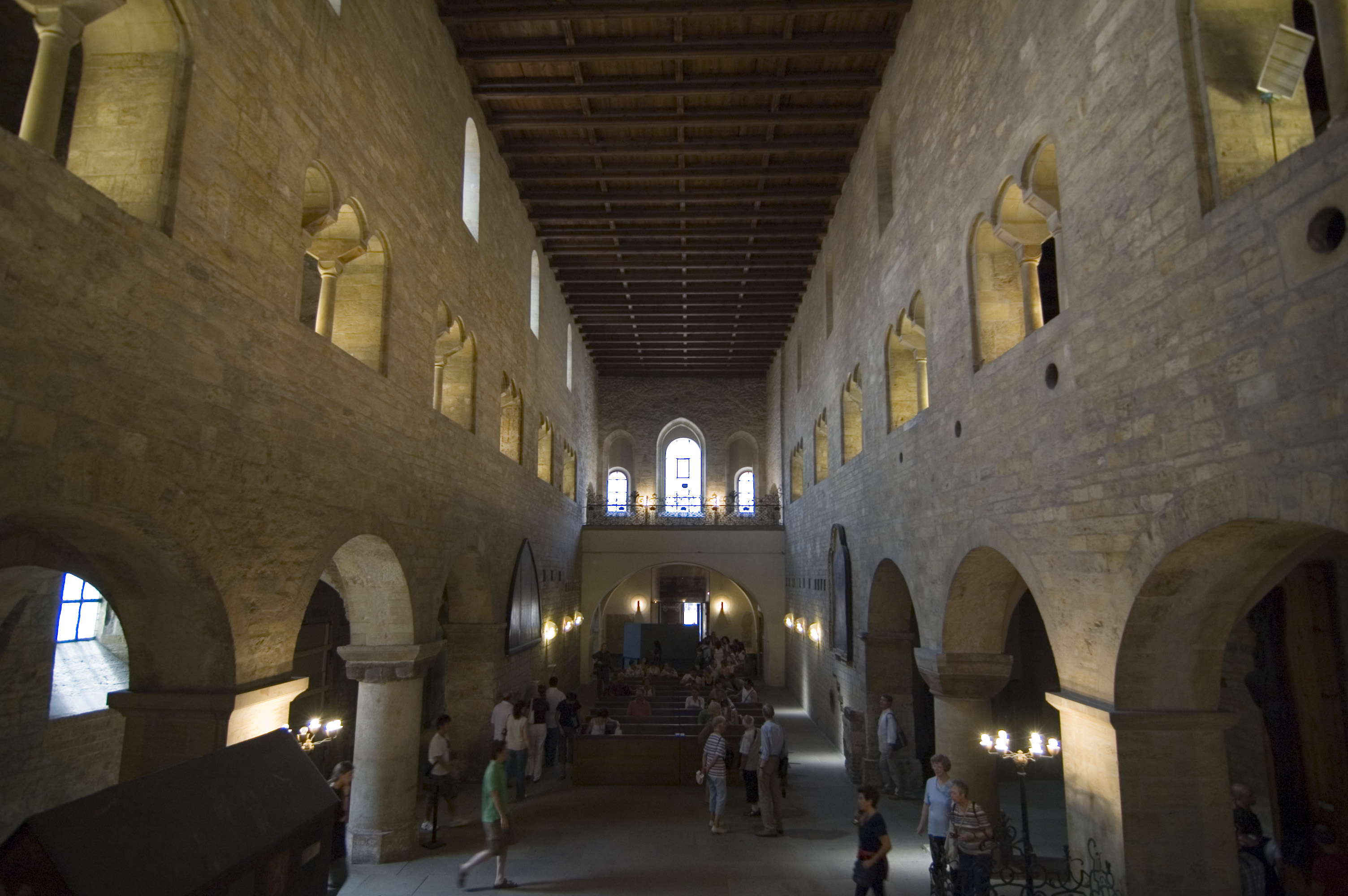
Empory v basilice sv. Jiří na Pražském hradě

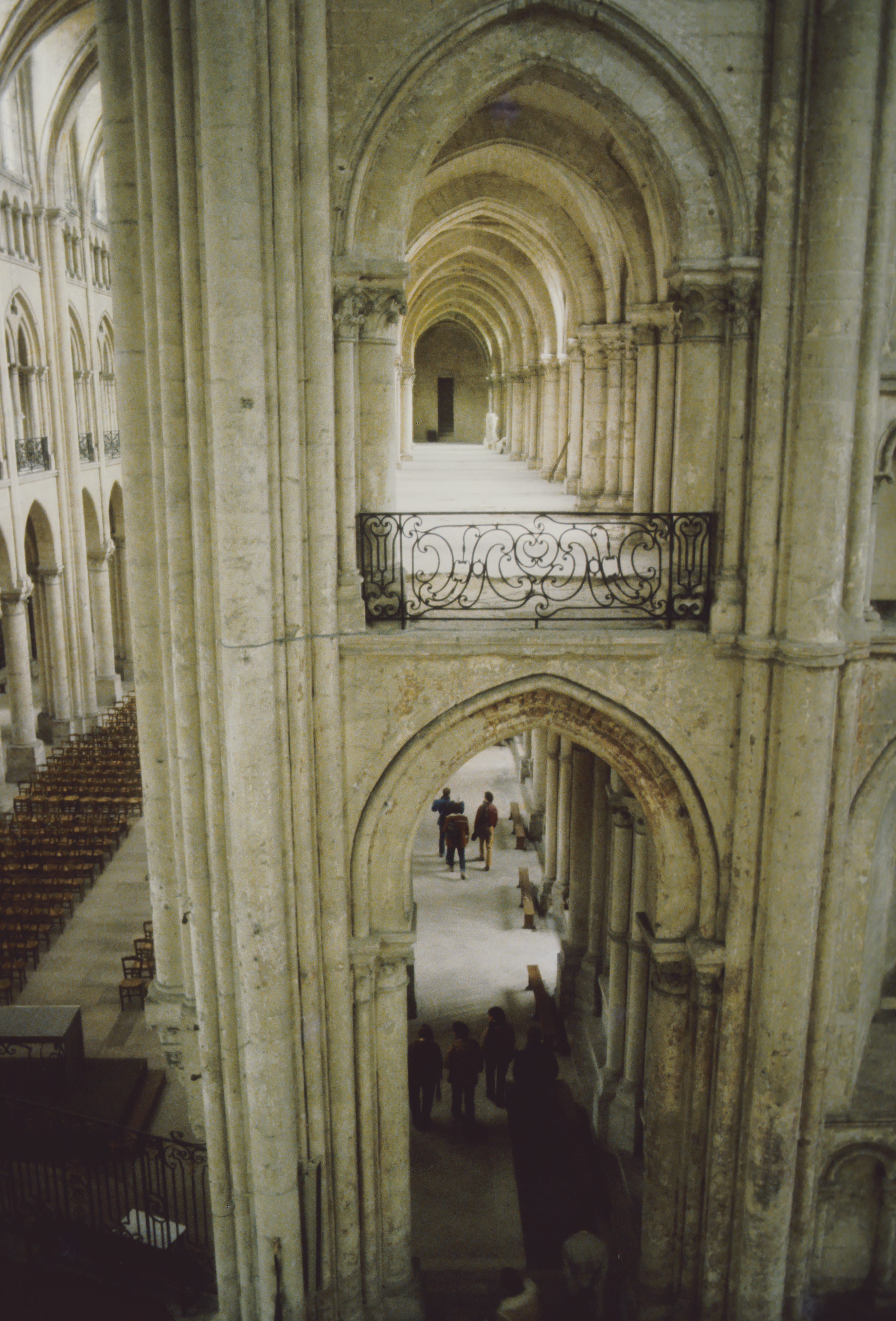
„Pravá“ empora nad boční lodí katedrály v Noyon (Francie), 13. stol.

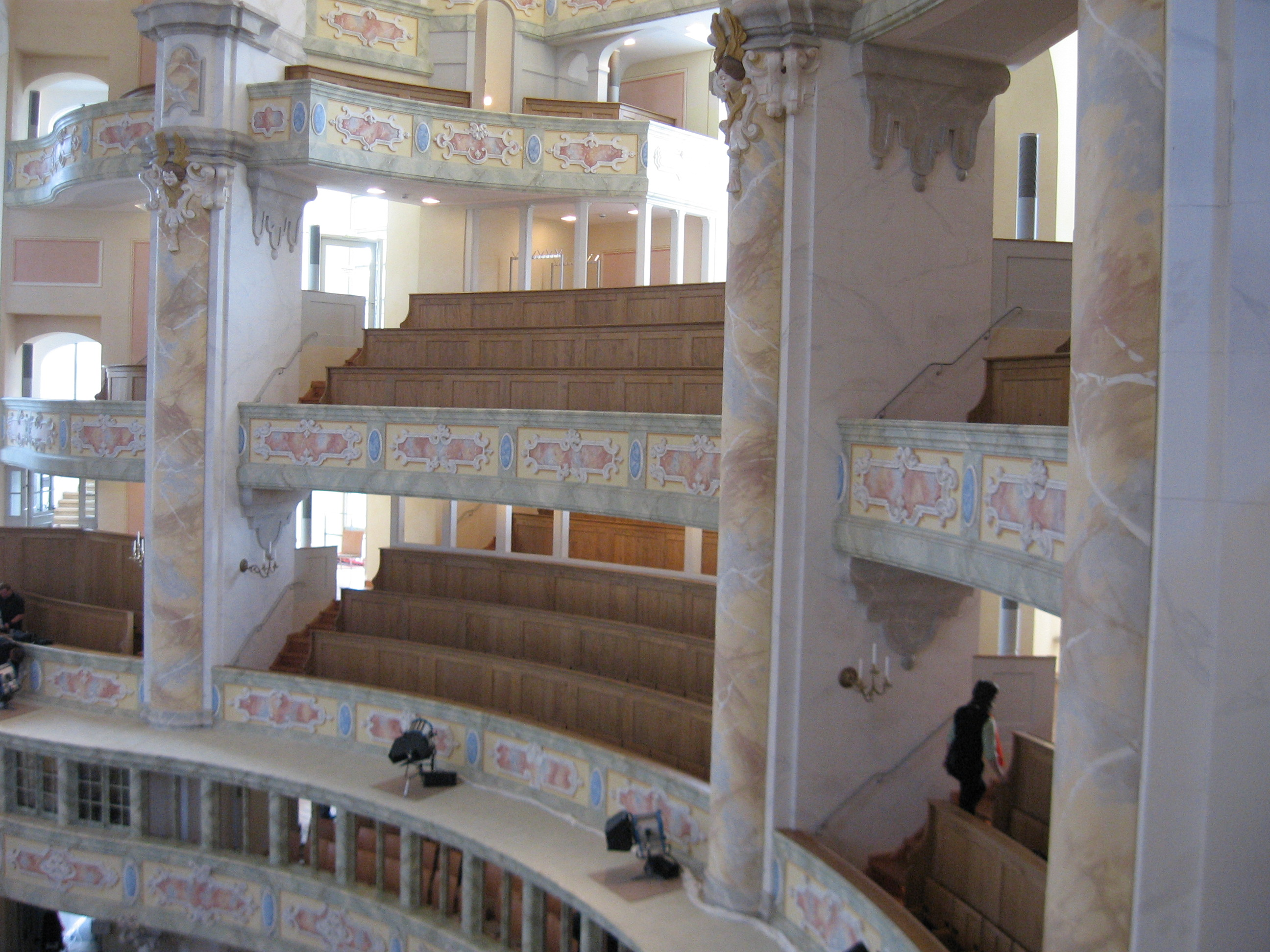
Vícenásobné empory v kostele Panny Marie v Drážďanech (Frauenkirche)

Empora je nadzemní a přístupná galerie, otevřená do hlavního prostoru lodi kostela, synagogy nebo jiného veřejného prostoru.

## Popis
Empory slouží jako částečně oddělené a vyvýšené shromažďovací prostory různého provedení:
- podélný prostor nad klenbou boční lodi u středověkých kostelů, otevřený do lodi oblouky nebo okny;
- podélný balkon, vetknutý do stěny, u starších dřevěných i zděných a u moderních betonových staveb;
- otevřená empora na západní stěně kostela, která slouží pro hudebníky a varhany, se nazývá kůr či kruchta.

Empory mohou být přístupné po schodišti z hlavního prostoru, nebo mohou mít vlastní vchody. Od barokní doby se vyskytují i dvojí nebo víceré empory nad sebou, z nichž se vyvinuly divadelní balkony a galerie.

## Historie a účel
Ve středověkých kostelech ženských mnišských řádů sloužila empora pro jeptišky, které tak byly odděleny od ostatních věřících. Tak tomu bylo například v bazilice sv. Jiří na Pražském hradě. Na oddělený prostor pro ženy, jak je to obvyklé v synagogách a mešitách, poukazuje i latinské, anglické a francouzské oznančení matroneum. V gotických bazilikách vznikala empora celkem přirozeně nad klenbou boční lodi jako klenuté patro, když se hlavní loď stavěla stále vyšší a plochy stěn bylo třeba více členit (viz katedrála v Noyonu). Stavěly se také nepravé empory, arkády v nadzemním patře, které neměly vlastní strop a byly otevřené do krovu.
V městských halových kostelech 15. a 16. století sloužila podklenutá nebo i dřevěná empora, často po celém obvodu kostela, bohatším měšťanům, případně šlechtě jako privilegované místo a zároveň rozšiřovala počet míst. Empory byly pravidlem zejména v protestantských kostelích. Otevřené a oddělené empory se stavěly také pro patrony a majitele kostelů, pro panovníky a šlechtu. Menší uzavřená a v baroku často zasklená empora se v češtině označuje také jako oratoř.
Z empor vznikly původně dřevěné, později zděné divadelní balkony i v několika patrech nad sebou, podobně jako v sálech knihoven, v koncertních síních a podobně.